# Міжнародна жіноча ліга за мир та свободу
Міжнародна жіноча ліга за мир та свободу (англ. Women's International League for Peace and Freedom) – міжнародна жіноча організація, створена в 1915 році у Гаазі під час Міжнародного конгресу жінок. Її штаб-квартира знаходиться в Женеві.
Вищим органом є Конгрес, що збирається кожні 3 роки. Під час конгресу обирається Виконавчий комітет, який складається з голови, двох віцепрезиденток, скарбниці та дев'яти членкинь.
Організація має пацифістський характер. Її метою є об'єднання жінок у боротьбі за ліквідацію політичних, соціальних і психологічних причин вибуху воєн і збереження миру.
Серед українських громадських діячок участь у Міжнародній жіночій лізі брали Надія Суровцова, Олена Левчанівська, Оксана Драгоманова, Харитя Кононенко, Бланка Баранова та інші.